# Siegfried Bruck
Siegfried Bruck (* 3. Juli 1863 in Frankenstein; † unbekannt) war ein deutscher Theaterschauspieler, Hörspielsprecher und Regisseur.

## Leben und Wirken
Nach dem Schulbesuch nahm er bei Karl Löber in Dresden eine Schauspielausbildung auf. Nach erfolgreichem Abschluss war er Charakterschauspieler in Zittau, Göttingen, Magdeburg, Görlitz, Breslau, Reichenberg und Stettin. Er spielte u. a. den Franz Moor, Mephisto und den Wurzelsepp. 1923 feierte er sein 40-jähriges Bühnenjubiläum. Sein 25-jähriges Jubiläum hatte er zuvor am Stadttheater Posen gefeiert.

## Hörspiele (Auswahl)
Die Hörspiele wurden, soweit nicht anders angegeben, bei der Schlesischen Funkstunde produziert.
Livesendungen ohne Aufzeichnung
- 1926: Reinhard Goering: Das Drama der Gegenwart: Seeschlacht. Tragödie (2. Matrose) – Bearbeitung und Regie: Fritz Walter Bischoff (Sendespiel (Hörspielbearbeitung))
- 1926: Carl Hauptmann: Das Drama der Gegenwart: Die armseligen Besenbinder. Altes Märchen in fünf Hörbildern (Der alte Raschke, Besenbinder) – Bearbeitung und Regie: Viktor Heinz Fuchs (Sendespiel (Hörspielbearbeitung))
- 1927: Hans Christoph Kaergel: Das Stiftungsfest. Ein Schwank aus der Faschingszeit in Schlesien (Wilhelm Wuttig, Bauerngutsbesitzer) – Regie: Viktor Heinz Fuchs (Original-Hörspiel)
- 1927: Georges Courteline: Die Schwebebahn. Eine Gerichtszene (Der Präsident) – Regie: Victor Heinz Fuchs (Sendespiel (Hörspielbearbeitung))
- 1927: Georges Courteline: Der Stammgast. Tragische Posse in einem Akt (Der Präsident) – Regie: N. N. (Sendespiel (Hörspielbearbeitung))
- 1927: Ludwig Fulda: Der Dummkopf. Lustspiel in fünf Aufzügen (Amtsgerichtsrat Oelschläger) – Regie: Viktor Heinz Fuchs (Sendespiel (Hörspielbearbeitung))
- 1927: Hans Christoph Kaergel: Der verschossene Mai. Ein Hörspiel nach einem alten Maibrauch in Schlesien (Fiebig, Wirt) – Regie: Viktor Heinz Fuchs (Sendespiel (Hörspielbearbeitung))
- 1927: Ludwig Anzengruber: Die Kreuzelschreiber. Bauernkomödie mit Gesang in drei Hörbildern (Der Großbauer von Grundldorf) – Regie: Viktor Heinz Fuchs (Sendespiel (Hörspielbearbeitung))
- 1927: Gerhart Hauptmann: Rose Bernd (Kleinert) – Regie: Viktor Heinz Fuchs (Sendespiel (Hörspielbearbeitung))
- 1927: Alfred Hein: Hier Welle Tausendmillion! Ein Kinderweihnachtsspiel (Petrus) – Regie: Viktor Heinz Fuchs (Originalhörspiel) (Zwei Livesendungen)
- 1928: Ernst Lissauer: Eckermann. Schauspiel in 4 Akten (Hofrat Dr. Vogel) – Regie: Viktor Heinz Fuchs (Sendespiel (Hörspielbearbeitung))
- 1928: Friedrich Lienhard: Der Fremde.Ein Schelmenspiel in einem Akt aus der Trilogie Till Eulenspiegel – Regie: Paul Haslinde (Sendespiel (Hörspielbearbeitung) – Westdeutsche Rundfunk AG (WERAG))
- 1928: Hans Christoph Kaergel: Schlesische Weihnacht. Drei Hörbilder von schlesischem Weihnachtsleben (Großvater Mehwald) – Regie: Franz Joseph Engel (Originalhörspiel, Hörbild)
- 1929: Ernst Elias Niebergall: Datterich (Spirwes, Datterichs Freund) – Regie: Franz Joseph Engel (Sendespiel (Hörspielbearbeitung))
- 1929: Heinrich von Kleist: Michael Kohlhaas. Für den Rundfunk bearbeitet in achtzehn Hörbildern (Burgvogt der Tronkenburg/Meister Himboldt) – Regie: Franz Joseph Engel (Sendespiel (Hörspielbearbeitung))
- 1929: Gerhart Hauptmann: Fuhrmann Henschel (Hauffe) – Regie: Franz Joseph Engel (Sendespiel (Hörspielbearbeitung))

Quelle: ARD-Hörspieldatenbank